# Ehrengard Schramm
Ehrengard Schramm (z domu von Thadden, ur. 5 października 1900 w Greifenberg/Pommern, zm. 30 czerwca 1985 w Göttingen) – niemiecka polityk (SPD) i członek Parlamentu Dolnej Saksonii.

## Rodzina
Ehrengard Schramm pochodziła z wielodzietnej rodziny szlacheckiej von Thaddenów. Była najmłodszym dzieckiem starosty powiatu Greifenberg i. Pom., trzygłowskiego ziemianina Adolfa von Thaddena (1858-1932) i jego pierwszej żony Ehrengardy von Gerlach (1868-1909). Jej brat, Adolf był prawicowym politykiem, a siostra Elisabeth została stracona w 1944 r. jako bojowniczka ruchu oporu.

## Życie
Po ukończeniu w 1920 r. nauki w berlińskim, Humanistycznym Gimnazjum dla Dziewcząt (niem.)  Humanistische Mädchengimnasium – rozpoczęła dalsze kształcenie w kierunku pedagogicznym. W 1924 r. w Hamburgu złożyła państwowy egzamin dla nauczycieli. Studiowała przez krótki czas na uniwersytecie w Heidelbergu, a następnie wyszła za mąż w 1925 r. za historyka Percy'ego Ernsta Schramma. Ze związku małżeńskiego miała troje dzieci. Swoje zainteresowania kierowała w stronę nauk historycznych. Była autorką dwóch wydawnictw, tyczących najnowszej historii Grecji. Zaangażowana była w pracę na rzecz organizacji charytatywnej niemieckich kobiet w Grecji, które zostały poszkodowane przez wojska niemieckie podczas II wojny światowej. W latach 1953–1956 była członkiem Rady Miejskiej w Getyndze. Za pracę społeczną i charytatywną została uhonorowana Wielkim Krzyżem Zasługi Republiki Federalnej Niemiec. Od 6 maja 1959 do 5 czerwca 1967 r. była członkiem Parlamentu Dolnej Saksonii (IV i V kadencja).
Pośmiertnie Rada Miasta w Getyndze nadała imię jednej z ulic: Ehrengard-Schramm-Weg.

## Prace
- Griechenland und die großen Mächte 1913-1923 (1933),
- Griechenland und die Grossmächte im zweiten Weltkrieg (1955).

### Źródła prasowe online
- Autor nieznany, Griechenland/Kriegsverbrechen. Aktion Kalawrita (niem.), "Der Spiegel", nr 41, z dn. 6 października 1969 r., ss. 169-172, Hamburg 1969.

### Opracowania
- Simon B., Abgeordnete in Niedersachsen 1946–1994, Biographisches Handbuch, s. 345 (1996).

### Opracowania online
- Kühn H. M., Ehrengard Schramm, geborene von Thadden. Nicht reden – sondern handeln (niem.) [w: Weber-Reich T. (pod red.), Des Kennenlernens werth: bedeutende Frauen Göttingens (niem.), Ausgabe 3, Wallstein Verlag, s. 289 i nast. (1995), ISBN 3-89244-207-X, [data dostępu 2011-07-25].
- Staatsbibliothek zu Berlin, Literaturliste im Online-Katalog SBB (niem.), [dostęp 2011-07-25].